# Peribatodes syrisca
Peribatodes syrisca là một loài bướm đêm trong họ Geometridae.